# Lockheed F-117 Nighthawk
Локхид F-117A «Ночной ястреб» (англ. Lockheed F-117A Nighthawk) — американский одноместный дозвуковой тактический малозаметный штурмовик фирмы Lockheed Martin, предназначенный для скрытного проникновения через систему ПВО противника и атак стратегически важных наземных объектов военной инфраструктуры (ракетные базы, аэродромы, центры управления и связи и т. п.).
Первый полёт совершил 18 июня 1981 года. Произведено 64 единицы, включая 5 — в варианте YF-117A и 59 — в варианте F-117A, последний серийный экземпляр был поставлен ВВС США в 1990 году.
F-117A применялся в ряде военных конфликтов. В середине 2008 года самолёты этого типа были полностью сняты с вооружения.

## История создания
Был разработан только проект F-117 наземного базирования — F-117A.
Предлагавшиеся фирмой Локхид проекты F-117B, F-117N (палубного базирования) и A/F-117X были отклонены.

### Обозначение и название
Официальное название F-117A в ВВС США — Night Hawk, хотя встречается и слитное написание Nighthawk. Согласно системе обозначений авиатехники в вооружённых силах США, литера F присваивается истребителям. Причина того, почему «Ночной ястреб» был классифицирован как истребитель и состоял на вооружении истребительных эскадрилий, кроется в особой секретности проекта; вопреки сложившемуся в популярной культуре образу «истребителя Стелс» (Stealth Fighter), F-117A является тактическим ударным самолётом (бомбардировщиком/штурмовиком) и никогда не предназначался для выполнения истребительных задач.

## Конструкция
Конструкция самолёта основана на стелс-технологии. Сам самолёт построен по аэродинамической схеме «летающее крыло» с V-образным оперением. Совершенно не характерное для дозвуковых самолётов крыло большой стреловидности (67,5°) с острой передней кромкой, очерченный прямыми линиями профиль крыла, гранёный фюзеляж, образованный плоскими трапециевидными и треугольными панелями расположены таким образом друг относительно друга, чтобы отражать электромагнитные волны в сторону от РЛС противника. Такая форма самолёта, построенного по концепции «плоскостей-отражателей», получила название «фасеточной» (от фр. facette — грань). Расположенные над крылом с обеих сторон фюзеляжа плоские воздухозаборники имеют продольные перегородки из радиопоглощающих материалов. Часть потока холодного воздуха отделяется на входе в воздухозаборники и, минуя двигатели, попадает в экранируемые крылом плоские сопла, имеющие размеры 165 х 25 см, нижние панели которых покрыты теплопоглощающими керамическими плитками, что значительно снижает ИК-заметность самолёта. Самолёт не имеет внешних подвесок, всё вооружение размещено внутри фюзеляжа.
Контуры щелей, образующихся в местах соединения фонаря кабины с фюзеляжем, створки отсеков шасси и вооружения имеют пилообразную форму, что также обеспечивает эффективное рассеивание электромагнитной энергии и предотвращает её прямое отражение в направлении приёмопередающей антенны РЛС противника.
В конструкции самолёта широко применены полимерные композиционные материалы и радиопоглощающие материалы и покрытия. В конструкции планера на долю металлических сплавов приходится только 10 процентов массы. В результате этих мер, эффективная поверхность рассеяния самолёта при облучении его локатором спереди была снижена, по некоторым данным, до 0,025 м², что в несколько десятков раз меньше, чем ЭПР обычных самолётов схожих размеров.
Гранёная форма фюзеляжа и необычный профиль крыла значительно ухудшают аэродинамические характеристики самолёта. В процессе проектирования был достигнут компромисс, при котором требования малой радиолокационной заметности возобладали над требованиями аэродинамики — аэродинамическое качество самолёта равно 4 (это немного лучше, чем у орбитера Спейс шаттл), в результате оказывается невозможным полёт на сверхзвуковой скорости, ограничивается радиус действия, уменьшается боевая нагрузка и манёвренность.
Следует заметить, что, несмотря на расхожее мнение, конструкторами F-117A никогда не декларировалась неуязвимость этого самолёта для противника. Во-первых, из-за ухудшенной аэродинамики F-117A был плохо защищён от атак истребителей противника, если бы им удалось его обнаружить. Во-вторых, заложенные в конструкцию идеи могли снизить видимость лишь до определённого предела. Кроме того, видимость цели на радаре зависит от расстояния до неё. Например, при налётах на Югославию F-117A был обнаружен мобильной радиолокационной станцией П-18 на расстоянии около 50 км и сбит из зенитно-ракетного комплекса С-125 с расстояния около 10 км. Это стало возможным во многом благодаря однотипным маршрутам самолётов НАТО, которые удалось вычислить югославским ПВО. При этом F-117A совершили в Югославии 850 боевых вылетов.
Самолёт управляется при помощи ЭДСУ с четырёхкратным резервированием каналов управления. Поскольку F-117A нестабилен по тангажу и рысканию, используется автоматическая система обеспечения устойчивости. С 1991 года в дополнение к ней устанавливался автомат тяги.
На самолёте не установлена РЛС. За исключением лазера подсветки цели, все системы прицеливания и навигации пассивные. Для наведения используется система ИК-камер, для навигации — инерциальная система и приёмник системы спутниковой навигации. Активных систем РЭБ нет.
Отсек вооружения — двухсекционный, длиной 4,7 м и шириной 1,75 м, с системой выдвигающихся балочных держателей. Типовое вооружение — две управляемые авиационные бомбы GBU-10 или GBU-27. Возможна установка ракет AGM-88 HARM, AGM-65 «Maverick», атомных бомб В-61 или В-83 (по две), бомбы GBU-15 или контейнера BLU-9 для суббоеприпасов. На балку возможна установка рельсовых направляющих для AIM-9 «Sidewinder».

## Производство
Все серийные самолёты F-117 были выпущены в модификации F-117A. Произведено 64 единицы, последний серийный экземпляр был поставлен ВВС США в 1990 году.

## Эксплуатация

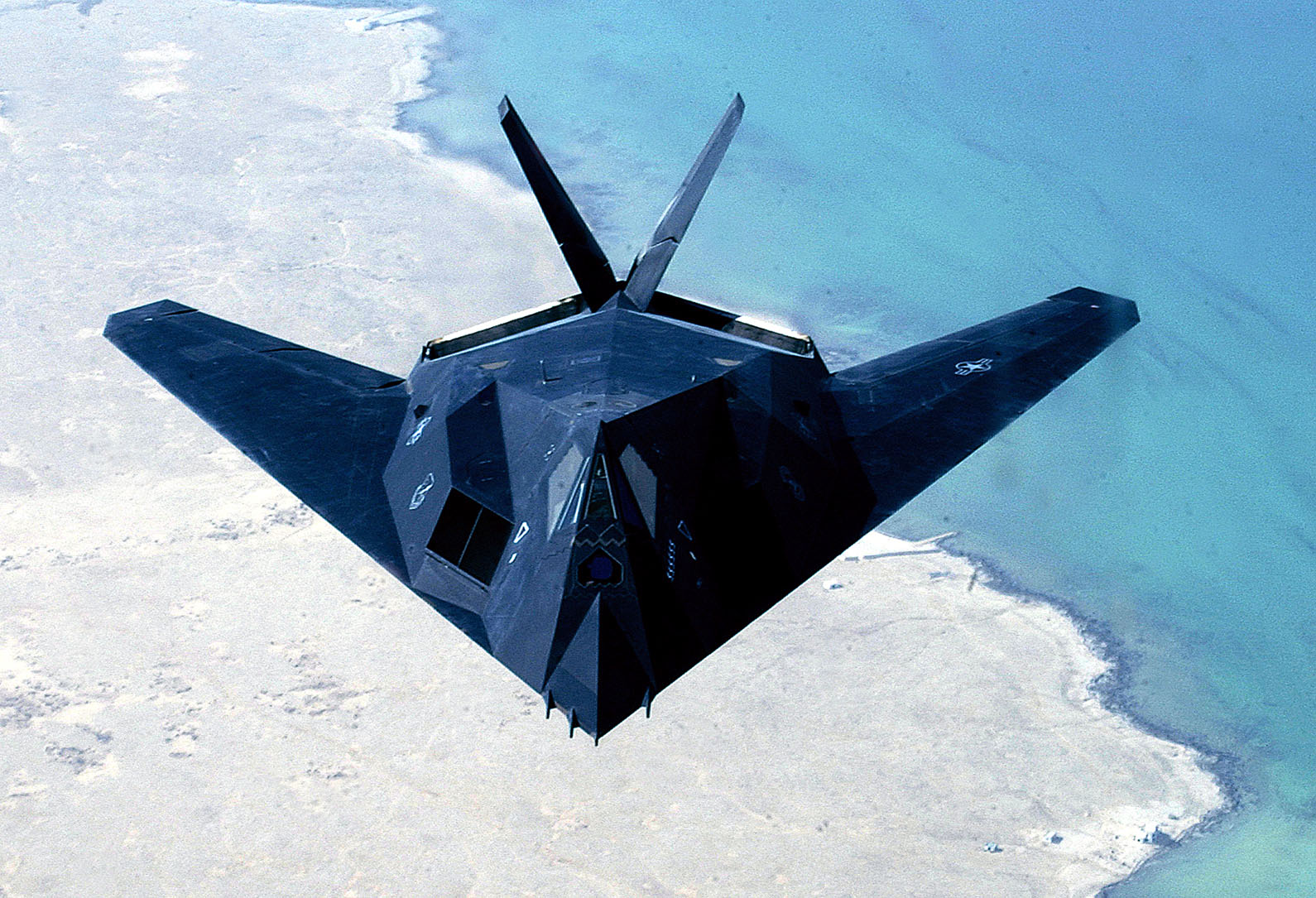
F-117 в полёте

Факт существования самолёта F-117A впервые был официально признан 10 ноября 1988 года, когда Пентагон выпустил пресс-релиз с описанием истории создания самолёта и обнародовал одну ретушированную фотографию. Первый публичный показ двух F-117A состоялся 21 апреля 1990 года. В 1991 году после войны в Персидском заливе «Найт Хок» был продемонстрирован на Парижском авиасалоне.
Поначалу все F-117A находились на вооружении 4450-й тактической группы на авиабазе Тонопа, Невада, Tonopah Test Range Airport. В 1989 году группа вошла в состав 37-го тактического истребительного крыла. В 1992 году все самолёты были переведены на авиабазу Холломэн в 49-е истребительное крыло. Они состояли на вооружении трёх эскадрилий: двух боевых (8-я истребительная «Чёрная овца», 9-я истребительная «Летающие рыцари») и одной учебной (7-я эскадрилья боевой подготовки «Кричащие демоны»).
Пилоты F-117 называли себя «Бандитами» (Bandit). Каждый из 558 «бандитов», когда-либо летавших на «Найт Хоке», имел свой порядковый номер; таким образом, например, бригадный генерал Грегори Фист (Gregory Feest) «Бандит 261» был 261-м пилотом, допущенным к полётам.

## Аварии и катастрофы
За всю историю эксплуатации самолётов F-117A, по официальным данным, было потеряно 7 машин (чуть более 10 % от общего числа построенных), в том числе один F-117 был сбит в ходе боевых действий. «Найтхоки» налетали в общей сложности около 220 000 часов, то есть налёт на одну потерю составил около 31 000 часов.
- 20 апреля 1982 — F-117A (сер. номер 80-0785), подполковник Боб Райденауэр (Bob Ridenhauer) «Бандит 102». Самолёт разбился на взлёте из-за неправильно настроенной на заводе системы управления полётом. Пилот не успел катапультироваться, получил тяжёлые травмы и был списан с лётной работы.
- 11 июля 1986 — F-117A (сер. номер 81-0792), майор Росс Малхэйр (Ross Mulhare) «Бандит 198». Самолёт столкнулся с землёй в районе Бейкерсфилд, Калифорния, во время ночного полёта. Причина — дезориентация пилота, имевшего малый налёт на F-117. Майор Малхэйр погиб.
- 14 октября 1987 — F-117A (сер. номер 83-0815), майор Майкл Стюарт (Michael Stewart) «Бандит 231». Самолёт столкнулся с землёй в районе Тонопы во время ночного полёта. Причина — дезориентация пилота, имевшего малый налёт на F-117. Майор Стюарт погиб.
- 4 августа 1992 — F-117A (сер. номер 85-0801), капитан Джон Миллз (John Mills) «Бандит 402». Самолёт загорелся во время ночного вылета возле авиабазы Холломэн и взорвался в воздухе. Причина — ошибка наземного технического персонала при обслуживании. Капитан Миллз благополучно катапультировался.
- 10 мая 1995 — F-117A (сер. номер 85-0822), капитан Кеннет Левенс (Kenneth Levens) «Бандит 461». Самолёт столкнулся с землёй в районе Зуни, Нью-Мексико, во время ночного полёта. Предполагаемая причина — дезориентация пилота, имевшего малый налёт на F-117. Капитан Левенс погиб.
- 14 сентября 1997 — F-117A (сер. номер 81-0793), майор Брайан Найт (Bryan Knight) «Бандит 437». Самолёт разрушился в воздухе и врезался в здание во время авиационного шоу в Чесапик, Мэриленд. Авария произошла по технической причине, которая привела к утрате пилотом управления. На земле пострадали 4 человека. Майор Найт благополучно катапультировался[15].
- 27 марта 1999 — F-117A (сер. номер 82-0806), пилотируемый подполковником Дейл Зелко, был сбит в районе деревни Буджановцы ракетой 5В27Д из зенитно-ракетного комплекса С-125 «Нева» в ходе военной операции НАТО против Югославии.
- 30 апреля 1999 года — был повреждён F-117A, зенитно-ракетным комплексом С-125[16].

## Боевое применение
- Вторжение США в Панаму (1989)

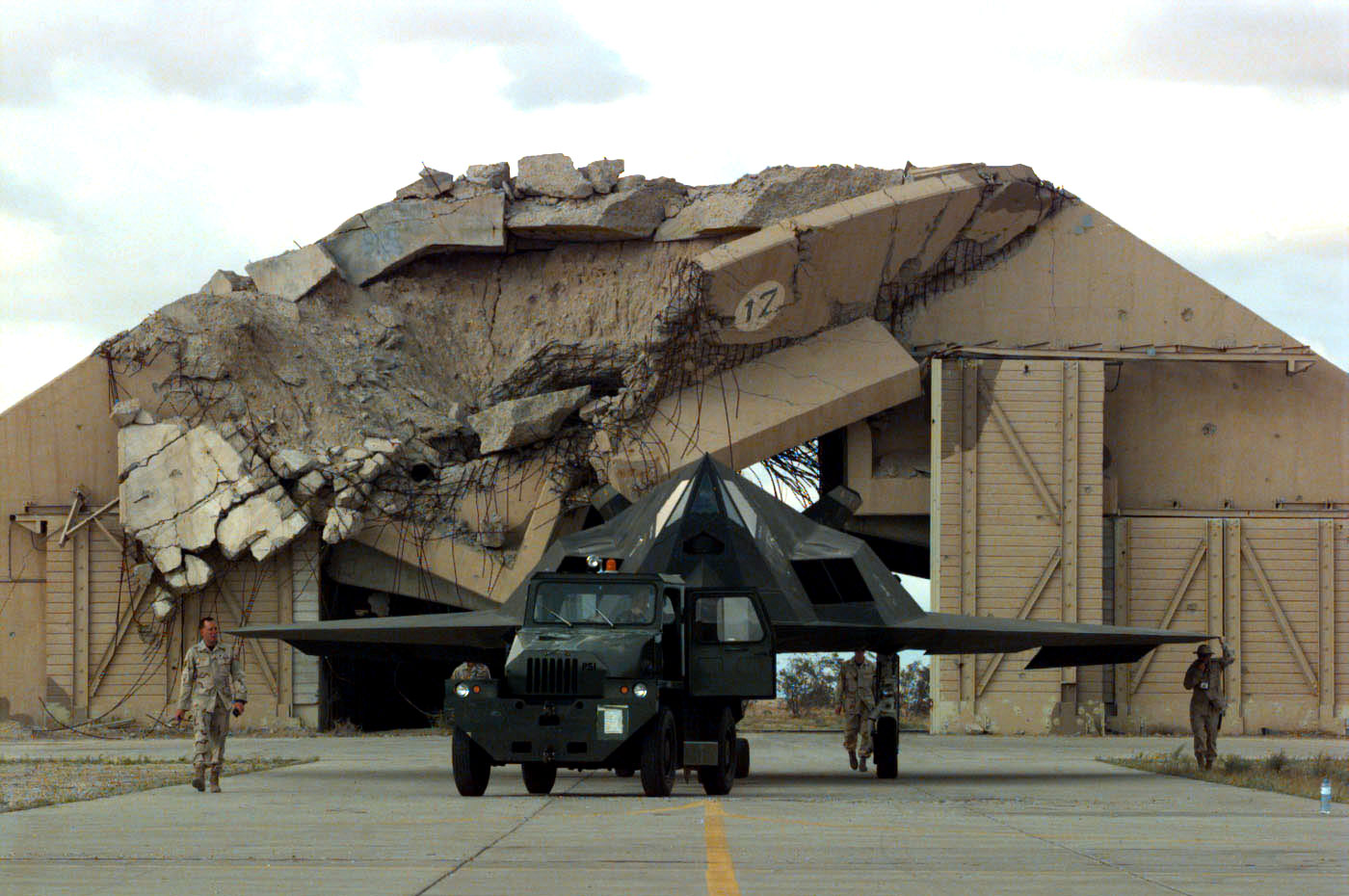
F-117 в Кувейте, 1998 год

- Война в Персидском заливе (1991) — единственный самолёт, наносивший удары по Багдаду[17]
- Операция «Лиса пустыни» (1998)
- Война НАТО против Югославии (1999)
- Иракская война (2003)

### Потери

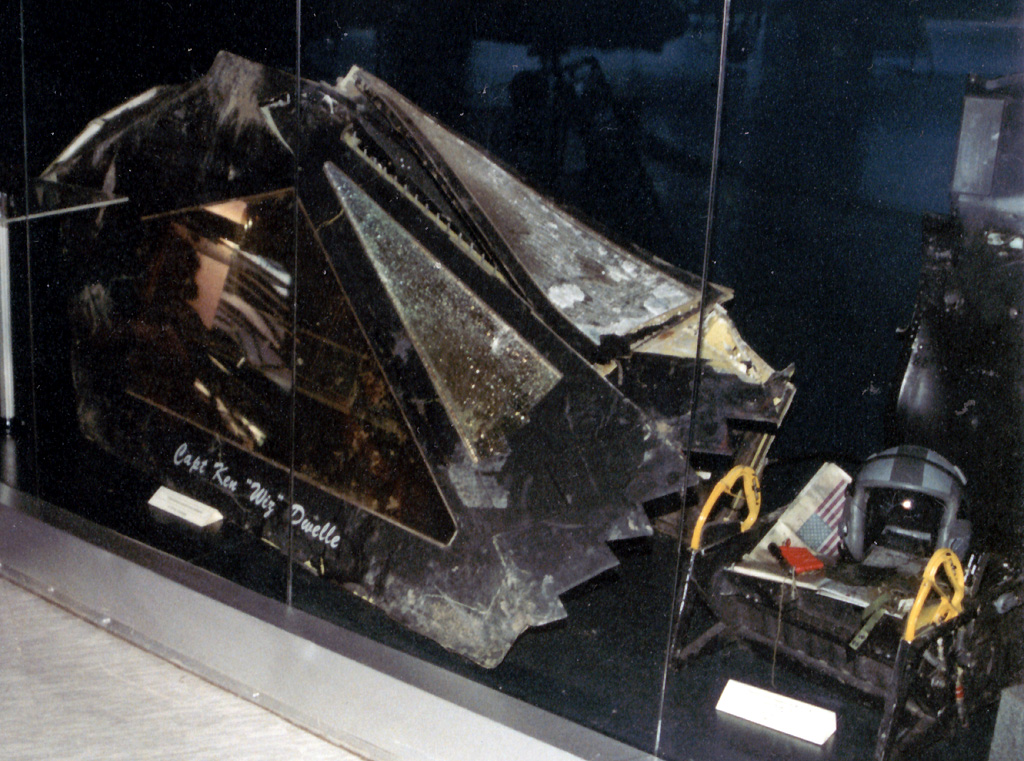
Обломки сбитого F-117 в Белградском музее

- 27 марта 1999 года — F-117A (серийный № 82-0806), подполковник Дэйл Зелко (Dale Zelko). Самолёт сбит в районе деревни Буджановцы в ходе военной операции НАТО против Югославии[18]. Пилот благополучно катапультировался и был эвакуирован поисково-спасательной группой. 
Согласно сербской версии, F-117A был сбит зенитно-ракетным комплексом С-125 (управляемая ракета 5В27Д производства советского машиностроительного завода им. XX партсъезда (ныне АВИТЕК) 1976 года[19] выпуска) 3-й батареи 250-й бригады ПВО (командир батареи — Золтан Дани). Цель была поражена двумя ракетами (первая оторвала крыло, а вторая попала в сам самолёт), через 17 секунд после команды «огонь»[20][21].

Существовали версии об участии ЗРК «Куб» или истребителей МиГ-29 и МиГ-21Бис: по утверждению некоторых источников (в частности, российского автора Владимира Ильина и аргентинского Диего Зампини), F-117A был сбит истребителем МиГ-29, пилотировавшимся подполковником Гвозденом Дюкичем (в то же время сербская газета «Политика» сообщает, что «Гвозден Джюкич» (Gvozden Đukić) — это боевой псевдоним, использовавшийся Золтаном Дани в ходе войны). Пилотом F-117A иногда ошибочно указывается капитан Кен Двили, поскольку он летал на этой машине в США и на её фюзеляже было написано его имя.

## Снятие с вооружения
ВВС США собирались эксплуатировать F-117A по крайней мере до 2018 года, однако нехватка денег на закупку новых многоцелевых истребителей F-22 заставила их начать процесс снятия «Найт Хока» с вооружения гораздо раньше. Официально об этом было объявлено осенью 2006 года. В том же году была закрыта школа подготовки пилотов F-117A, её последний выпуск состоялся 13 октября 2006 года.
Первые десять F-117A были сняты с вооружения в декабре 2006 года. К марту 2008 года ВВС США продолжали эксплуатировать 15 самолётов этого типа. Формально процедура снятия с вооружения завершилась 22 апреля того же года, когда четыре F-117A в последний раз поднялись в воздух, совершив перелёт на авиабазу Тонопа.
Снятые с вооружения самолёты по состоянию на 2014 год находятся на хранении в специальном «хранилище 1000» и поддерживаются в полётопригодном состоянии. В 2016 году Конгресс США принял решение отправить имеющиеся F-117A на авиабазу Девис-Монтен в штате Аризона для хранения на открытой площадке. В феврале 2019 года в соседнем штате Невада наблюдались полёты четырёх самолётов этой модели.

## Тактико-технические характеристики

Три проекции F-117A

Источники

### Технические характеристики
- Длина самолёта: 20,08 м
- Высота самолёта: 3,78 м
- Размах крыла: 13,2 м
- Площадь крыла: 73 м²
- Экипаж: 1 человек
- Масса:

- Пустого: 13380 кг
- Нормальная: 21150 кг
- Максимальная: 23815 кг
- Боевая нагрузка: 2270 кг (2500 кг при уменьшении запаса топлива)
- Топливо: 5500 кг
- Нагрузка на крыло:

- при максимальной взлётной массе: 327 кг/м²
- при нормальной взлётной массе: 290 кг/м²

- фронтальная ЭПР: по некоторым данным 0,025 м²[8][9] (для моностатической РЛС X-диапазона), по другим 0,1 — 0,01[7]

### Двигатель
- Тип двигателя: 2 х ТРДД General Electric F404-F1D2

- Тяга максимальная: 2 x 4850 кгс

- Тяговооруженность:

- при нормальной взлётной массе: 0,46
- при максимальной взлётной массе: 0,41

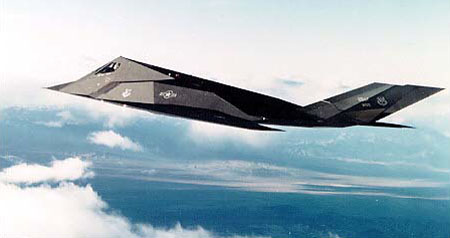
F-117A в полёте

### Лётные характеристики
- Максимальная скорость: 993 км/ч (М=0,91)
- Крейсерская скорость: 905 км/ч (М=0,83)
- Дальность: 1720 км

- Боевой радиус: 860 км

- Практический потолок: 13 700 м
- Максимальная эксп. перегрузка: +6 G